# Red Bull RB3
El Red Bull RB3 es un coche de Fórmula 1 producido por Red Bull Racing para la Temporada 2007. Fue el primer coche diseñado por Adrian Newey para el equipo y usó motores Renault RS27, luego de que el contrato con Ferrari fuese transferido al equipo Toro Rosso.

## Controversia

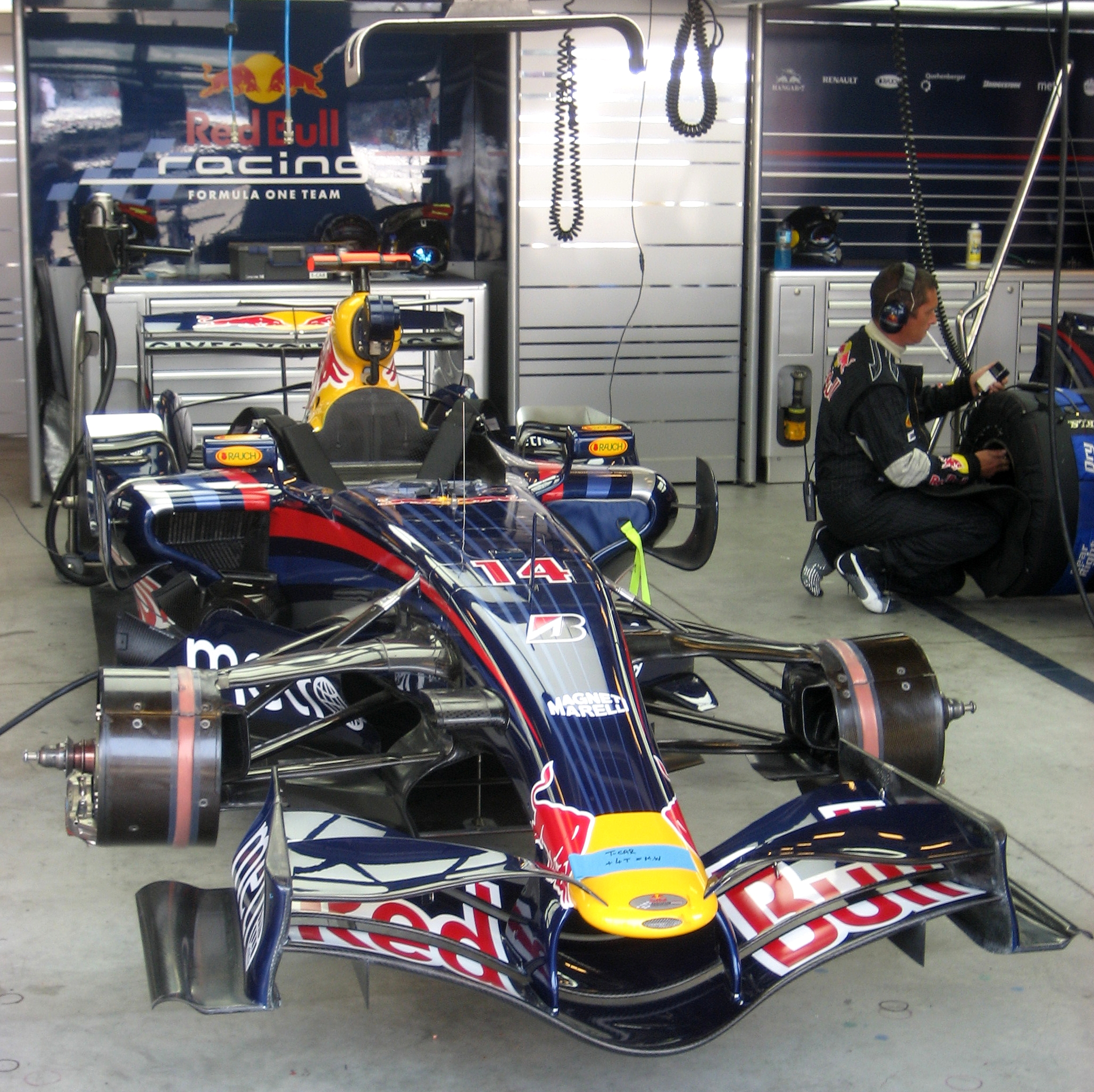
El RB3 de David Coulthard en los boxes en el Gran Premio de los Estados Unidos de 2007

La controversia rondó a los equipos Red Bull y Toro Rosso durante el inicio de la temporada, ya que se inició una polémica en base de la creación de los coches de ambos equipos. Tanto Williams como Spyker dijeron que los autos de ambos equipos eran idénticos, ya que fueron diseñados por Red Bull Technology, una filial de terceros de la empresa madre. Debido a que los equipos no diseñaban sus autos ellos mismos, tanto Williams como Spyker creían que ello era una violación al Acuerdo de la Concordia de Fórmula 1. La FIA sin embargo declaró que los autos estaban dentro del reglamento para el 2007. Gerhard Berger, Christian Horner y otros integrantes del personal de Toro Rosso y Red Bull Racing también habían declarado que los coches con los que iban a competir eran legales, y que las operaciones que habían llevado a cabo (dos autos compitiendo con el mismo chasis, diseñado por Red Bull Technology) eran legales.[cita requerida]

## Rendimiento
El auto, en manos de Mark Webber y David Coulthard, parecía tener ritmo de posiciones de puntos, más aún por la racha de posiciones entre los diez primeros en clasificación y por Coulthard siendo el más rápido en las pruebas previas a la carrera de Barcelona. El diseño es distintivo de Adrian Newey, llevando una semejanza a sus coches del pasado, como el McLaren MP4-20 de 2005. Sin embargo, tal como ocurría en McLaren, la escasa fiabilidad y problemas mecánicos obstaculizaron a los pilotos en numerosas ocasiones. Los problemas incluían cosas tan básicas como pedales de freno defectuosos y notorios atascos en las solapas de combustible. Sin embargo, la cuestión de fiabilidad más urgente fue la introducción de una caja de cambios sin costuras al auto, la cual provocó numerosos abandonos en carrera tanto para Mark Webber y para David Coulthard, por ejemplo en los grandes premios de Mónaco y Canadá respectivamente.
Los comentarios realizados a lo largo de la temporada dejaron en claro que el coche tenía mucho potencial, a pesar de los dichos de David Coulthard. A mediados de temporada, frustrado por los continuos abandonos a expensas de los puntos para el campeonato, el director del equipo, Christian Horner, pone en marcha un riguroso y exhaustivo método para tratar de erradicar cualquier falla de fiabilidad mecánica, el cual, en conjunto con el nombramiento de Geoff Willis (antes en los equipos Williams y BAR Honda), generaban grandes expectativas para la temporada siguiente.
El mejor resultado del coche fue de Mark Webber, cuando logró un podio en condiciones cambiantes en el Gran Premio de Europa de 2007. El australiano sumó puntos sólo en dos ocasiones más, séptimo en los Gran Premio de los Estados Unidos y en el Gran Premio de Bélgica, a pesar de su consistencia veloz en clasificación, largando entre las 11 primeras posiciones once veces. Coulthard tuvo más éxito, logrando puntos cuatro veces, incluyendo una cuarta posición en el Gran Premio de Japón, una carrera en la cual Mark Webber estaba segundo antes de que fuese golpeado desde atrás por Sebastian Vettel, conduciendo un coche de la hermana menor de Red Bull, Toro Rosso, en presencia del auto de seguridad.

## Resultados
(Clave) (negrita indica pole position) (cursiva indica vuelta rápida)
| Año  | Motor               | Neu. | N.º | Pilotos         | 1   | 2   | 3   | 4   | 5   | 6   | 7   | 8   | 9   | 10  | 11  | 12  | 13  | 14  | 15  | 16  | 17  | Puntos | Pos. |
| ---- | ------------------- | ---- | --- | --------------- | --- | --- | --- | --- | --- | --- | --- | --- | --- | --- | --- | --- | --- | --- | --- | --- | --- | ------ | ---- |
| 2007 | Renault RS27 2.4 V8 | B    |     |                 | AUS | MYS | BHR | ESP | MON | CAN | USA | FRA | GBR | EUR | HUN | TUR | ITA | BEL | JPN | CHN | BRA | 24     | 5º   |
| 2007 | Renault RS27 2.4 V8 | B    | 14  | David Coulthard | Ret | Ret | Ret | 5   | 14  | Ret | Ret | 13  | 11  | 5   | 11  | 10  | Ret | Ret | 4   | 8   | 9   | 24     | 5º   |
| 2007 | Renault RS27 2.4 V8 | B    | 15  | Mark Webber     | 13  | 10  | Ret | Ret | Ret | 9   | 7   | 12  | Ret | 3   | 9   | Ret | 9   | 7   | Ret | 10  | Ret | 24     | 5º   |

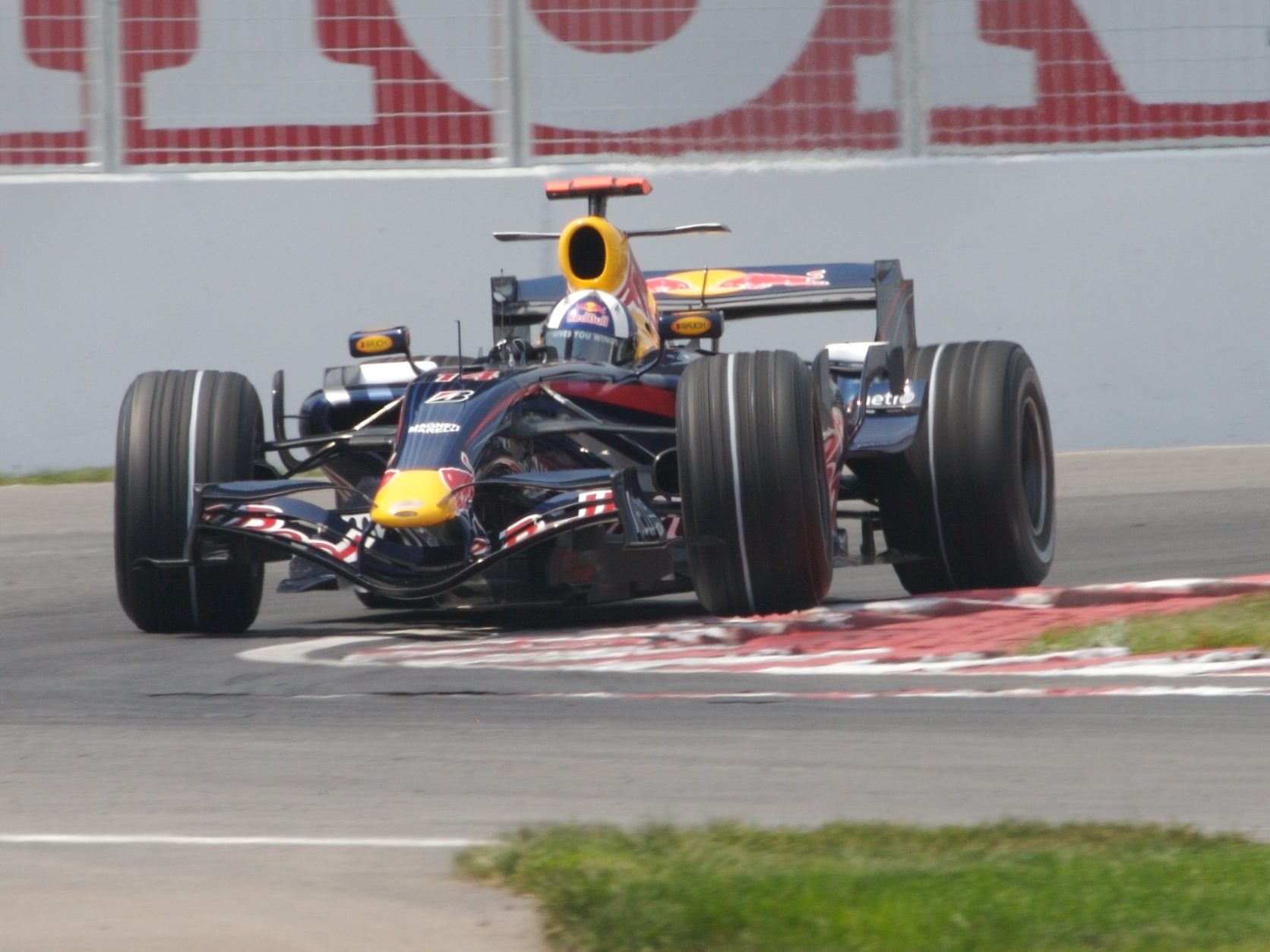
David Coulthard conduciendo el RB3 en el Gran Premio de Canadá de 2007.
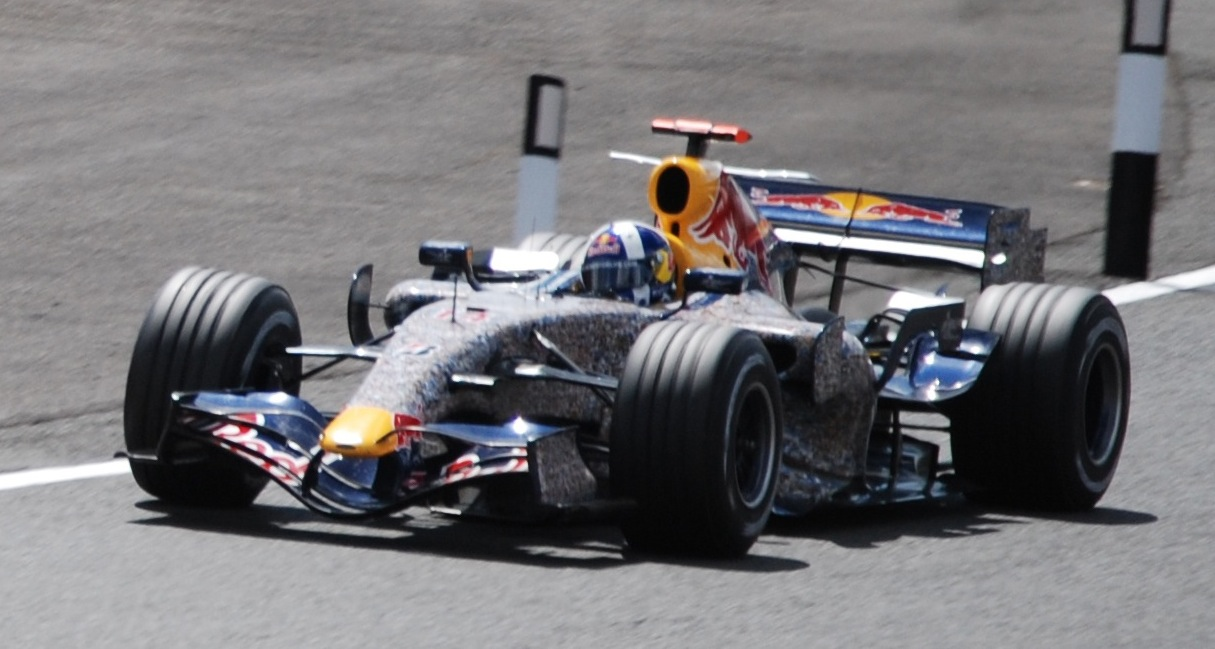
David Coulthard conduciendo el RB3 en el Gran Premio de Gran Bretaña de 2007, con el alerón Wings for Life.